# Grace for Drowning
Grace for Drowning è il secondo album in studio del cantautore britannico Steven Wilson, pubblicato il 26 settembre 2011 dalla Kscope.
L'album ha ricevuto una candidatura ai Grammy Awards 2012 nella categoria "miglior suono surround".

## Antefatti
Nel giugno 2010 Wilson creò un sito apposito nel quale rivelò il nome del disco e pubblicò le prime immagini della copertina, opera del fotografo Lasse Hoile, suo già provato collaboratore. Intorno allo stesso periodo è stato reso disponibile per il download gratuito il brano Remainder the Black Dog.
Il 10 agosto 2011 la rivista online di musica Sound and Vision ha reso disponibile in anteprima il video musicale del brano Track One, mentre non molto tempo dopo, Yahoo! Music ha pubblicato quello per il brano Index, seconda traccia del secondo disco. Qualche giorno dopo fu la rivista online WNYC's a dare la possibilità di scaricare gratuitamente il brano Like Dust I Have Cleared from my Eye. Infine, il 31 agosto, fu pubblicato il videoclip di Remainder the Black Dog sul sito della rivista Guitar World.

## Concezione
Grace for Drowning si compone di due dischi, il primo della durata complessiva di 40 minuti e il secondo di 45 minuti, per un totale di 12 tracce. Esiste anche un'edizione deluxe che include, oltre all'album in due dischi, un booklet con copia dei manoscritti originali dei testi, un disco bonus con demo e out-takes inediti, e due dischi in formato BD, contenenti video musicali, fotografie, e demo remixate in formato Dolby Surround.
Dal punto di vista musicale, il disco è un lavoro molto complesso e variegato in cui si possono rintracciare molte sonorità, alcune di queste ispirate alle produzioni dei Pink Floyd e dei King Crimson. Oltre a queste influenze, Wilson ha dichiarato di avere preso spunto anche dallo stile di Ennio Morricone per le parti orchestrali, per le quali si è servito della London Session Orchestra. L'artista lo ha descritto come il suo «più grande progetto fino a questo momento», aggiungendo che può essere considerato come un omaggio allo spirito della musica psichedelica degli anni sessanta e settanta, in cui l'album era il primo mezzo di espressione artistica musicale per gli artisti dell'epoca, essendosi liberati dallo standard dei singoli pop da tre minuti.

## Tracce
Testi e musiche di Steven Wilson.
Vol 1 – Deform to Form a Star
1. Grace for Drowning – 2:00
2. Sectarian – 7:45
3. Deform to Form a Star – 8:00
4. No Part of Me – 5:45
5. Postcard – 4:30
6. Raider Prelude – 2:30
7. Remainder the Black Dog – 9:30

Vol 2 – Like Dust I Have Cleared from My Eye
1. Belle de jour – 3:00
2. Index – 4:45
3. Track One – 4:15
4. Raider II – 23:15
5. Like Dust I Have Cleared from My Eye – 8:00

Vol 3 - The Map (Demos + Out-Takes) – CD bonus nell'edizione deluxe
1. Home in Negative – 3:00
2. Fluid Tap – 5:45
3. The Map – 3:30
4. Raider Acceleration – 6:15
5. Black Dog Throwbacks – 2:30
6. Raider II (Demo Version) – 21:15

## Formazione
Musicisti
- Steven Wilson – voce (CD 1: tracce 1, 3, 4, 5 e 7; CD 2: tracce 2-5), tastiera (CD 1: tracce 1-5, 7; CD 2), chitarra (CD 1: tracce 2, 3, 5; CD 2), autoharp (CD 1: traccia 2; CD 2: tracce 1, 2 e 5), basso (CD 1: tracce 2 e 5; CD 2: tracce 1, 4), percussioni (CD 1: traccia 4; CD 2: traccia 4), battimani (CD 1: traccia 4), pianoforte (CD 1: tracce 5, 6 e 7; CD 2: tracce 4 e 5), gong (CD 1: traccia 6), glockenspiel (CD 1: traccia 7), programmazione (CD 2: traccia 2), organo a pompa (CD 2: tracce 4 e 5)
- Jordan Rudess – pianoforte (CD 1: tracce 1 e 3), assolo di pianoforte (CD 2: traccia 4)
- Nick Beggs – Chapman Stick (CD 1: tracce 2 e 7; CD 2: traccia 4), assolo di basso (CD 1: traccia 4), basso (CD 1: traccia 7; CD 2: traccia 4)
- Nic France – batteria (CD 1: tracce 2, 3, 5 e 7; CD 2: tracce 3, 4 e 5)
- Ben Castle – clarinetto (CD 1: traccia 2)
- Theo Travis – sassofono soprano (CD 1: traccia 2), clarinetto (CD 1: tracce 3 e 7; CD 2: traccia 4), assolo di sassofono (CD 1: traccia 4), flauto e sassofono (CD 1: traccia 7; CD 2: traccia 4)
- Tony Levin – basso (CD 1: traccia 3; CD 2: traccia 5)
- Markus Reuter – U8 touch guitar (CD 1: traccia 4)
- Trey Gunn – chitarra Warr e basso (CD 1: traccia 4)
- Pat Mastelotto – batteria acustica ed elettronica (CD 1: traccia 4; CD 2: traccia 2)
- London Session Orchestra – strumenti ad arco (CD 1: tracce 4 e 5; CD 2: tracce 1 e 2)
- Dave Stewart – arrangiamento e orchestrazione strumenti ad arco (CD 1: tracce 4 e 5; CD 2: tracce 1 e 2), arrangiamento coro (CD 1: tracce 5 e 6; CD 2: traccia 4)
- Synergy Vocals – coro (CD 1: tracce 5 e 6; CD 2: traccia 4)
- Steve Hackett – chitarra (CD 1: traccia 7)
- Mike Outram – chitarra (CD 2: traccia 4)
- Sand Snowman – chitarra acustica (CD 2: traccia 4)
- Dave Kerzner – sound design (CD 2: finale traccia 4)

Produzione
- Steven Wilson – produzione, missaggio
- Pat Mastelotto – produzione aggiuntiva (CD 1: traccia 4)
- Mat Collis – ingegneria del suono
- Paschal Byrne – mastering

## Classifiche
| Classifica (2011)         | Posizione massima |
| ------------------------- | ----------------- |
| Austria                   | 40                |
| Belgio (Vallonia)         | 76                |
| Francia                   | 96                |
| Finlandia                 | 30                |
| Germania                  | 22                |
| Italia                    | 45                |
| Paesi Bassi               | 22                |
| Polonia                   | 7                 |
| Regno Unito               | 34                |
| Stati Uniti               | 85                |
| Stati Uniti (independent) | 12                |
| Stati Uniti (rock)        | 19                |
| Svizzera                  | 54                |